# بيل ستيوارت (لاعب كرة قاعدة)
بيل ستيوارت (بالإنجليزية: Bill Stewart)‏ هو لاعب كرة قاعدة أمريكي، ولد في 12 أبريل 1928 في باي سيتي في الولايات المتحدة، وتوفي في 25 سبتمبر 2013 في نورثفيل في الولايات المتحدة.